# Amor é um Fogo que Arde sem se Ver
Amor é um fogo que arde sem se ver é um espetáculo teatral português da companhia A Barraca, com texto e encenação de Hélder Mateus da Costa e Maria do Céu Guerra. Homenageia a vida e obra de Luís Vaz de Camões numa abordagem poética e histórica, com estreia a 6 de setembro de 2024 no Festival Avante!, em Amora.
A última récita do espetáculo Amor é um Fogo que Arde sem se Ver, da companhia A Barraca, foi cancelada na sequência de um incidente violento ocorrido a 10 de junho de 2025, Dia de Portugal. Cerca de uma hora antes do início da sessão, o ator Adérito Lopes, que interpretava Luís Vaz de Camões, foi agredido à porta do Teatro Cinearte, em Lisboa, por um grupo de extrema-direita. O ator foi transportado para o Hospital de São José, e o espetáculo foi cancelado de imediato.
Cinco dias depois, a 15 de junho de 2025, centenas de pessoas manifestaram-se em frente ao Teatro Cinearte e em mais 11 cidades portuguesas, como o Porto, Coimbra e Funchal, em solidariedade com o ator agredido, em defesa da liberdade de expressão e contra a violência extremista.

## Sinopse
O espetáculo acompanha a «viagem de Luís Vaz, o navegador da Língua Portuguesa», evocando os seus amores, desamores, perdas e prisões, no meio de jogos de poder, intriga e ameaça da Inquisição. Paralelamente, celebra-se a aventura dos Lusíadas como fundação e consagração da língua portuguesa nos oceanos do mundo.

## Ficha artística e técnica
- Texto e encenação: Hélder Mateus da Costa e Maria do Céu Guerra
- Elenco: Adérito Lopes (em Camões); Afonso Lourenço; Beatriz Dinis e Silva; Érica Galiza; Gil Filipe; Luana Gonçalves; Luís Ilunga; Manuel Petiz; Maria Baltazar; Maria do Céu Guerra; Rita Mendes Nunes; Ricardo Reis; Samuel Moura; Sérgio Moras; Teresa Mello Sampayo; Vasco Lello[6][7]
- Produção: Inês Costa
- Apoio à produção: Gil Filipe; Manuel Petiz; Teresa Mello Sampayo[8]
- Direção musical e música original: Maestro António Victorino d’Almeida[9]
- Concepção de vídeo: André Letria
- Desenho de luz: Vasco Letria
- Operação de luz: Ruy Santos
- Operação de som e vídeo: João Pecegueiro
- Guarda‑roupa: Mestre Alda Cabrita
- Adereços: Tina Simões
- Design gráfico :Inês Costa
- Fotografia: João Freire

## Digressão nacional

### 2024
- 6 de setembro de 2024 — Almada, Festa do Avante! (estreia).[10][11]
- 3 de outubro de 2024 — Faro, Teatro Lethes (ACTA).[12]
- 26 de outubro de 2024 — Lagos, Centro Cultural de Lagos (Auditório Duval Pestana).[13]
- 2 de novembro de 2024 — Tondela, ACERT (Auditório Carla Torres).[14]
- 15–17 de novembro de 2024 — Queluz, Teatroesfera.[15][16]
- 21 de novembro de 2024 — Caldas da Rainha, Centro Cultural e de Congressos (CCC).[17][18]
- 29–30 de novembro e 1 de dezembro de 2024 — Lisboa, Centro Cultural de Belém (Pequeno Auditório).[19][20]

### 2025
- 17–19 de janeiro de 2025 — Cascais, TEC — Teatro Municipal Mirita Casimiro.[21][22]
- 16 e 23 de fevereiro de 2025 — Lisboa, Teatro Cinearte (A Barraca Mostra).[23]
- 2 e 9 de março de 2025 — Lisboa, Teatro Cinearte (A Barraca Mostra).[24][25]
- 13–16 de março de 2025 — Lisboa, Teatro Variedades (Parque Mayer), sessões para estudantes e público em geral.[26][27]
- 23 de março de 2025 — São João da Madeira, Casa da Criatividade.[28]
- 3 de junho de 2025 — Lisboa, Auditório Camões (Escola Secundária de Camões).[29]
- 7–10 de junho de 2025 — Lisboa, Teatro Cinearte (A Barraca), sessões gratuitas no âmbito das Festas de Lisboa; a sessão de 10 de junho não se realizou devido à agressão ao ator Adérito Lopes.[30][31][32]